# Swing (Java)
Swing és un conjunt d'eines per a Java. Forma part de Sun Microsystems Java Foundation Classes (JFC) - una API que proporciona interfície gràfica d'usuari (IGU) per a programes de Java.
Swing va ser desenvolupat per a proporcionar un conjunt més complex de components IGU que l'anterior Abstract Window Toolkit. Swing proporciona un aspecte i aparença natiu que emula diverses plataformes, també dona suport a extensions d'aspecte i aparença que permeten a les aplicacions tindre un aspecte i apareça que no guarda relació amb la plataforma subjacent.